# Lipéfile
Lipéfile (em grego clássico: Λειπεφίλη; romaniz.: Leipephíle), também supostamente chamada Lipefilene (em grego clássico: Λειπεφιλήνη; romaniz.: Leipephiléne), Hipófila (em grego clássico: Ἱπποφίλη) e Dífila (em grego clássico: Δηιφίλη; romaniz.: Deiphíle), na mitologia grega, foi uma filha de Iolau, acreditam que era filha de Mégara (esposa de Hércules). A única referência a este personagem é um fragmento do poema Ehoiai, atribuído a Hesíodo.
Lipefilene, filha de Iolau, se casou com Filas, e teve dois filhos, Hipotes e Terão. Terão foi seduzida por Apolo, com quem teve um filho, Querão, de quem deriva a cidade de Queroneia. Hipotes estava na força dória durante a invasão do Peloponeso, mas matou um adivinho e foi banido.
Os baquídas, uma importante família oligárquica que controlou Corinto, eram descendentes de Aletes, filho de Hipotes.